# Majblomma

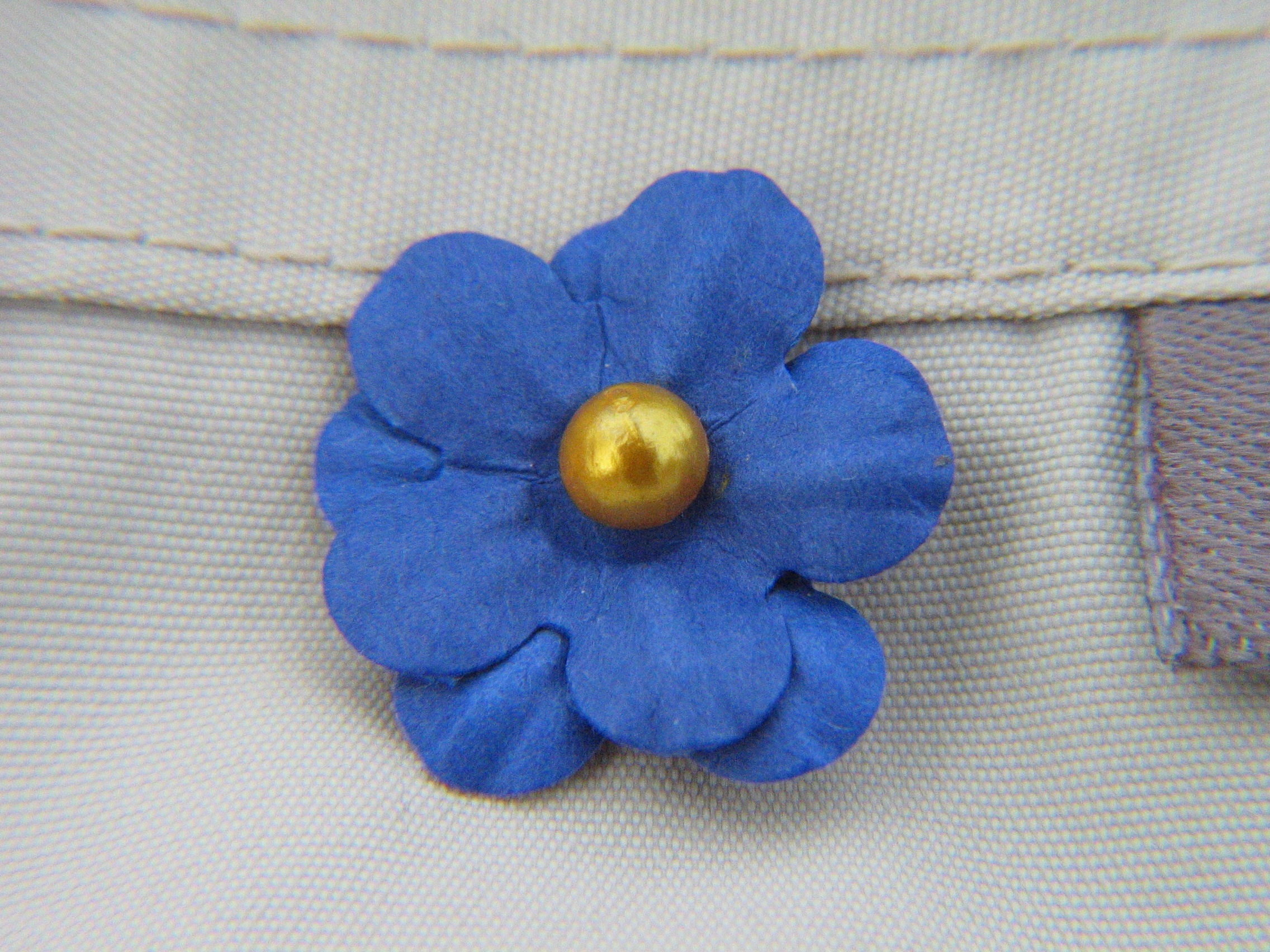
2007 års majblomma. Majblomman firade 100 år och färgerna var desamma som den första från 1907.

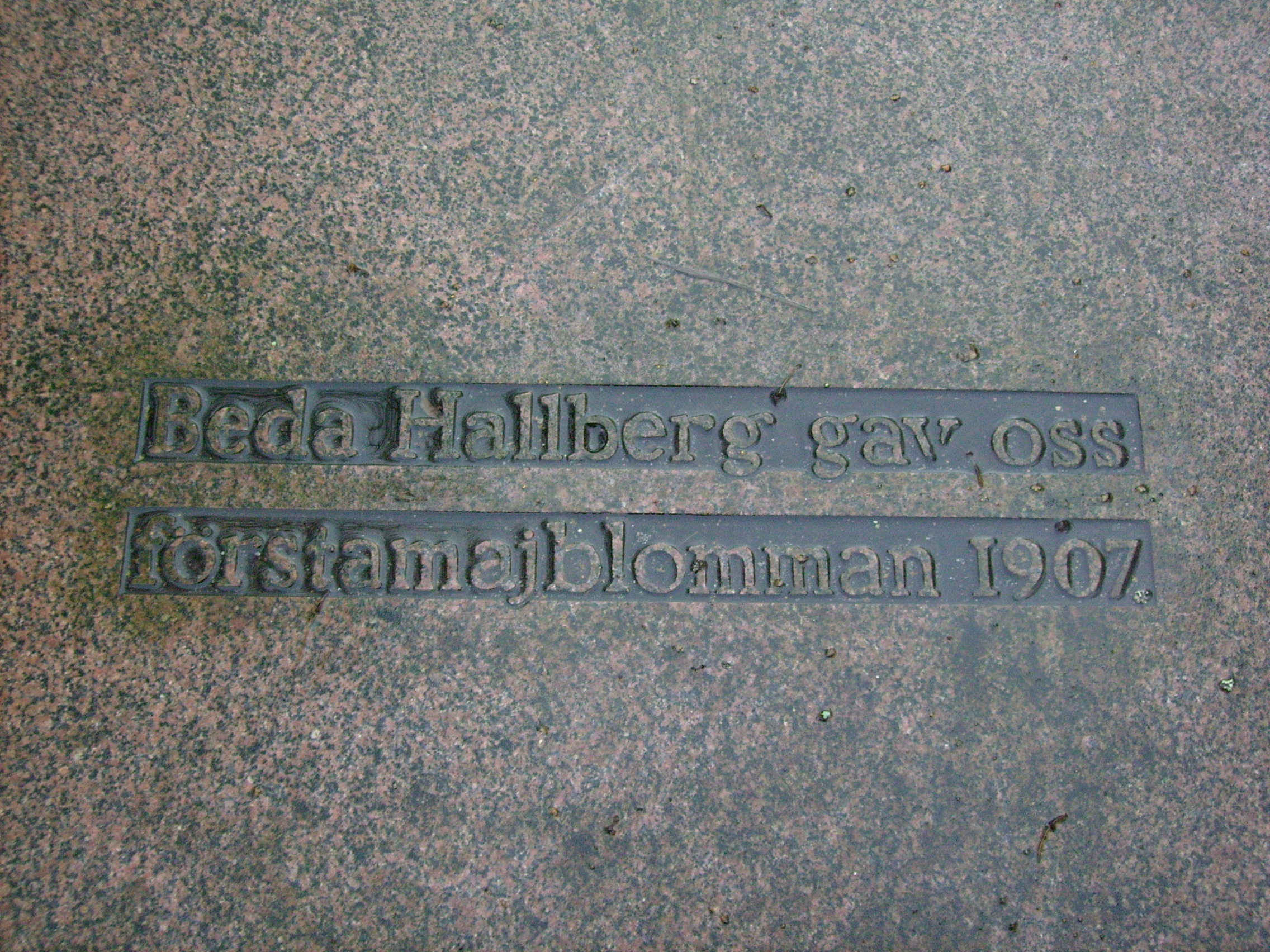
Till förstamajblommans grundare (på gravvården). Beda Hallbergs gravvård på Östra kyrkogården, Göteborg.

Majblomman (före 1998 kallad Förstamajblomman) är en konstgjord blomma som kan fästas exempelvis på kläderna. Den säljs för välgörande ändamål i Sverige, Finland, Norge och Estland. I Sverige har majblomman sålts sedan 1907 då Förstamajblommans riksförbund grundades i Göteborg. Blommorna säljs av skolelever och scoutkårer, vanligtvis under en tvåveckorsperiod i april. Intäkterna från den svenska försäljningen går till att hjälpa barn som behöver extra stöd. I Finland såldes den första majblomman 1908, och i Norge började försäljningen 1909, och sköts av Norske Kvinners Sanitetsforening.

## Historia

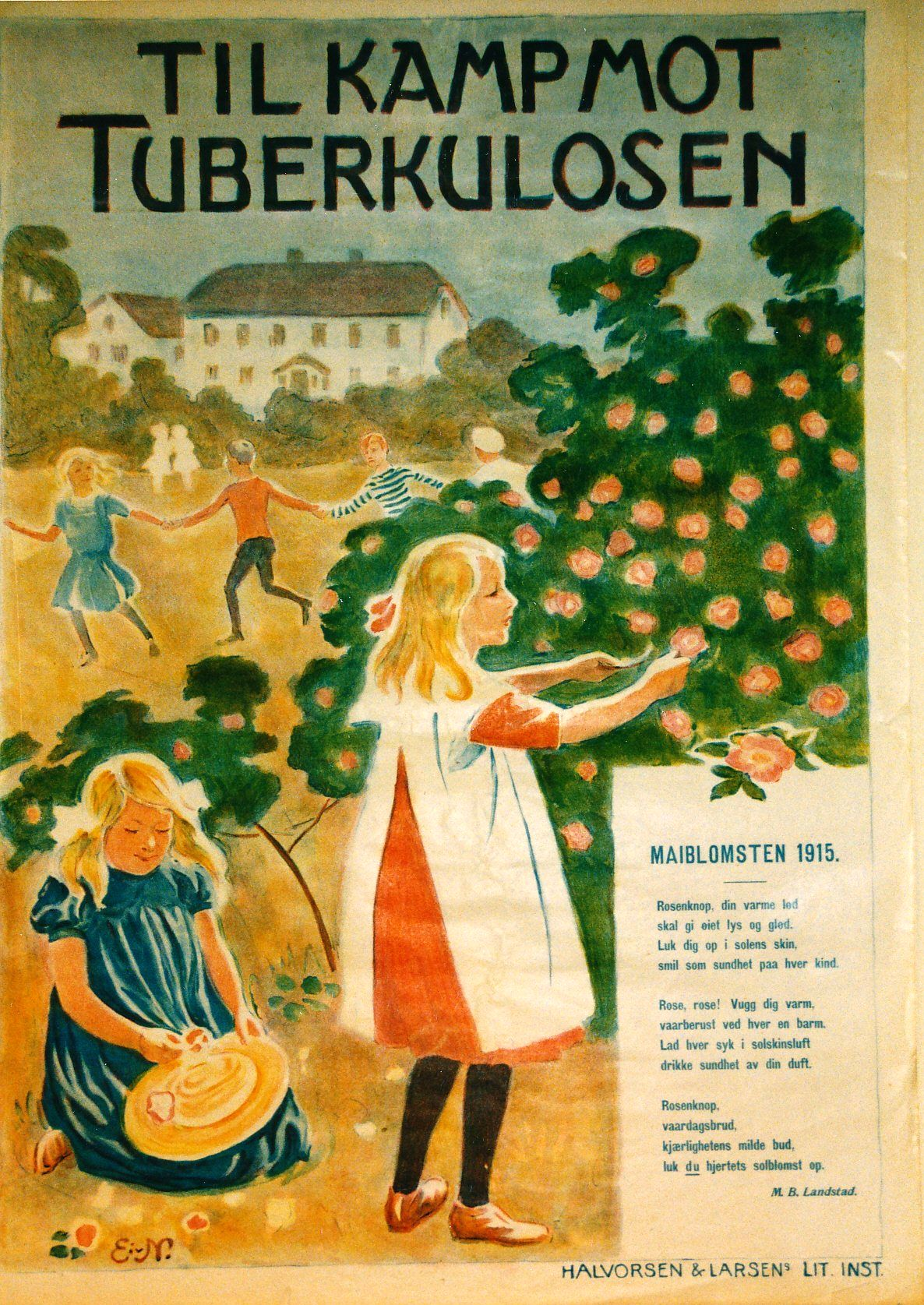
Norsk affisch från 1915 från Norske Kvinners Sanitetsforening.

Initiativtagaren var Beda Hallberg, som ville skapa ett brett engagemang och hon lyckades. Göteborgs Handels- och Sjöfartstidning skrev i maj 1907:
| ”                                        | Den blå blomman har vunnit en seger. Hela staden hyllar den. Öfverallt, hvart man kommer, ser man den på rockslag och kappor, i halsdukar och schalar. Affärsmannen, tjänstemannen, arbetare, gubben och barnet, konduktören i spårvagnen, polisen, kajåkaren, kusken – alla bär blomman och känner i luften att alla äro glada öfver att få vara med. Det är idealet bland idéer: enkel, entusiasmerande och gifvande. | „ |
| – Göteborgs Handels- och Sjöfartstidning | |   |

De första majblommorna såldes till förmån för tuberkulossjuka i Göteborg, och idén spred sig sedan snabbt över landet och även utomlands. Vid den här tiden fanns inte lika mycket hjälp att få från samhället och många sjuka hade behov av välgörenhet.
Idén med majblommor spreds snabbt från Sverige till flera andra länder som också tog upp kampen mot fattigdom och tuberkulos; de första 50 åren såldes majblommorna till förmån för insamlingen för att hjälpa tuberkulossjuka. Beda Hallberg blev internationellt känd och hedrad. Hon var den andra svenska kvinnan som fick statspension på livstid för att hon hade byggt upp och utvecklat verksamheten med energi och organisatorisk förmåga. Blommor lanserades i Finland (1908), Norge och Danmark (1909), Nederländerna och Belgien (1910), Ryssland, Tyskland, Österrike, Schweiz, Italien och Frankrike (1911), England och Estland (1912), Algeriet (1913), Kuba (1916), USA (1922) och Indien (1932). I dag finns majblomman bara kvar i Sverige, Finland, Norge och Estland. I övriga länder slutade den säljas då man utrotat tuberkulos.[källa behövs]
Under coronaviruspandemin 2019–2021 uteblev den sedvanliga försäljningen. Istället ordnades en insamling via internet.
Under försäljningen av 2023 års majblomma fick den elvaårige asylsökande majblommeförsäljaren Murhaf Hamid mottaga grova rasistiska påhopp från bl a sverigedemokraternas regionkandidat Eva Lundberg, vilket ledde till en motreaktion i sociala medier där människor stödköpte majblommor av Murhaf. Murhaf sålde majblommor för fem miljoner kronor, vilket är den största försäljningssumman från en enskild försäljare i Majblommans historia.

## Majblomman i olika länder

### Sverige
Majblommans riksförbund arbetar för att förbättra barns villkor och bekämpa barnfattigdomen i Sverige, främst genom konceptet barn hjälper barn. En gång om året i cirka två veckor säljer barn i hela Sverige majblommor.
Pengarna som barnen samlar in används sedan hela året för att dela ut bidrag till enskilda barn som bor i Sverige. Tanken är att insamlingen av pengar från försäljning av majblomman ska fungera som ett pedagogiskt verktyg i skolan för att utveckla barns empati för andra barn i deras närhet. Varje år tar Majblomman fram ett studiematerial för årskurs 4 och 5, för att inspirera lärare att motverka fattigdom i världen.
2017 sålde barn majblommor för över 60 miljoner kronor. 
Majblomman, som byter färg från år till år, har blivit ett samlarobjekt. Enligt chalmersk tradition ska chalmeristen varje år köpa en majblomma för att fästa i tofsen på sin chalmersmössa, så att man ser hur länge man studerat. Tidigare var traditionen att majblomman var blå vart femte år. Den traditionen frångicks dock från och med 2012 eftersom Majblommans riksförbund numera låter barnen vara med och bestämma färgerna.

#### Färger genom åren
Den svenska majblommans färger från 1926 till 2025. Formerna på majblommorna har varierat lite under de tidigare åren.

1926
1927
1928
1929
1930
1931
1932
1933
1934
1935
1936
1937
1938
1939
1940
1941
1942
1943
1944
1945
1946
1947
1948
1949
1950
1951
1952
1953
1954
1955
1956
1957
1958
1959
1960
1961
1962
1963
1964
1965
1966
1967
1968
1969
1970
1971
1972
1973
1974
1975
1976
1977
1978
1979
1980
1981
1982
1983
1984
1985
1986
1987
1988
1989
1990
1991
1992
1993
1994
1995
1996
1997
1998
1999
2000
2001
2002
2003
2004
2005
2006
2007
2008
2009
2010
2011
2012
2013
2014
2015
2016
2017
2018
2019
2020
2021
2022
2023
2024
2025

### Finland
Greta Klärich introducerade Majblomman i Finland 1908 för att finansiera Mjölkdroppen, en föregångare till dagens mödra- och barnarådgivningar. Efter att Mjölkdroppens verksamhet upplösts fick Folkhälsan rätten till Majblomman i Finland. Fram till 1995 sköttes försäljningen i samarbete med Mannerheims barnskyddsförbund. I Finland säljs samma majblommor som i Sverige eftersom Folkhälsan köper in majblommorna via Majblommans riksförbund.
Intäkterna från den finska försäljningen går till att förbättra säkerheten för barn och unga, exempelvis genom Folkhälsans förbunds trafik- och simundervisning.

### Norge
I Norge har majblommor (maiblomsten) sålts sedan 1909 av Norske Kvinners Sanitetsforening, till en början för att skaffa pengar till kampen mot tuberkulosen. Idag går intäkterna bland annat till forskning om kvinnohälsa och till barn och unga.

## Tillverkning
Majblommorna tillverkades fram till 1999 maskinellt i Sverige men när dessa maskiner slutade fungera valde Majblomman att köpa blommorna från en fabrik i Kina. Majblommans riksförbund betalar den kinesiska fabriken Good Luck 16 öre per liten blomma. I Sverige säljs den enkla majblomman för 30 kronor (år 2024) styck. Den finns även att köpa som dekal, krans och pin.